# Paco Mir
Francisco de Paula Mir Maluquer (Barcelona, 15 de noviembre de 1957- ), conocido como Paco Mir es un humorista, actor, director, guionista, diseñador y productor español. Como historietista, formó parte del colectivo Quatricomía-4, junto a T.P. Bigart, Josep Maria Sirvent y Tha. Es miembro de la compañía de teatro Tricicle, junto con Joan Gràcia y Carles Sans.

## Trayectoria
Licenciado en Bellas Artes por la Universidad de Barcelona y el Instituto del Teatro de Barcelona.
Aunque conocido principalmente por formar parte del trío humorístico Tricicle, las actividades de Paco Mir en solitario abarcan un amplísimo arco. Dentro del mundo del teatro ha adaptado y dirigido obras como Políticamente incorrecto o La cena de los idiotas, de Francis Veber, y ha escrito dos obras: No es tan fácil y ¿Conoces a Prosineckty?. 
Ha colaborado en numerosas películas, dirigiendo en 2003 Lo mejor que le puede pasar a un cruasán. Su labor como guionista abarca desde cine hasta historieta -medio para el que también dibujó publicando en revistas como el TBO y El Jueves-, pasando por la televisión y la publicidad. 
En 2008 adaptó el musical Spamalot de los Monty Python, introduciendo más humor, versión que obtuvo una gran reputación. Dos años después, adaptó Noises Off al catalán (Pel davant i pel darrera). Después de lo cual, ha hecho aún más obras de teatro. 
En 2011 publicó su primer cuento Monumento a la cometa. En 2011-2012 adaptó y recreó Forever Young de Erik Gideon a su manera. También en 2012, tradujo Candide de Leonard Bernstein y terminó su obra para Tricicle, Garrick. 
En 2015 publicó el libro Ya me quejo yo por ti (Ed. Comanegra), un diario escrito por Agustín Mellado -un antiguo compañero de novillos de Paco- en el que resume sus neuras diarias sobre la vida, el trabajo y las mujeres.

## Obra
Historietística
| Años | Título                | Tipo                              | Publicación |
| ---- | --------------------- | --------------------------------- | ----------- |
| 1977 | El Capital            | Monografía con dibujos de Max     | Pastanaga   |
| 1984 | El miércoles, mercado | Serie con T.P. Bigart/Sirvent/Tha | El Jueves   |